# Lilltjärnen (Nyhems socken, Jämtland, 699015-149484)
Lilltjärnen är en sjö i Bräcke kommun i Jämtland och ingår i Indalsälvens huvudavrinningsområde.